# Jardim da Praça do Império
O Jardim da Praça do Império é um jardim situado em Lisboa.
 Possui uma área de 3,3 ha. Encontra-se entre a Avenida da Índia e a Rua de Belém, perto do Mosteiro dos Jerónimos. Foi construído em 1940 por ocasião da Grande Exposição do Mundo Português. Anteriormente, a zona era uma praia, conhecida como "praia do Restelo".
O seu lago central apresenta no exterior os Brasões de Mercê Antiga ou Nova pertencentes ou atribuídos a Navegadores durante o período dos Descobrimentos. Os seus jardins apresentam 30 brasões florais representando os 18 distritos portugueses, os arquipélagos e as ex-colónias, a que se juntaram ainda as cruzes de Cristo e Avis. Há ainda um escudo nacional também feito com buxo e flores.

## Controvérsia sobre a remoção dos brasões florais
A praça apresenta um conjunto de brasões florais da relativos às ex-colónias portuguesas.
Em 2016, na sequência da abertura de um concurso público para a requalificação do jardim, foi adjudicado um projeto que prevê o desaparecimento dos brasões florais, os quais deverão ser substituídos por um espaço relvado. A intenção de remoção dos brasões florais foi publicamente criticada por responsáveis políticos municipais e originou duas petições públicas em favor da reabilitação dos brasões: uma pela Junta de Freguesia de Belém e outra pela associação Nova Portugalidade.
Em 2021, a Nova Portugalidade avançou com a petição ‘Contra o apagamento dos Brasões da Praça do Império’, que conta já mais de 13 mil signatários, entre os quais Bagão Félix, António Barreto, Fernando Ribeiro Rosa e Carmona Rodrigues.